# Torre dei Giraldi

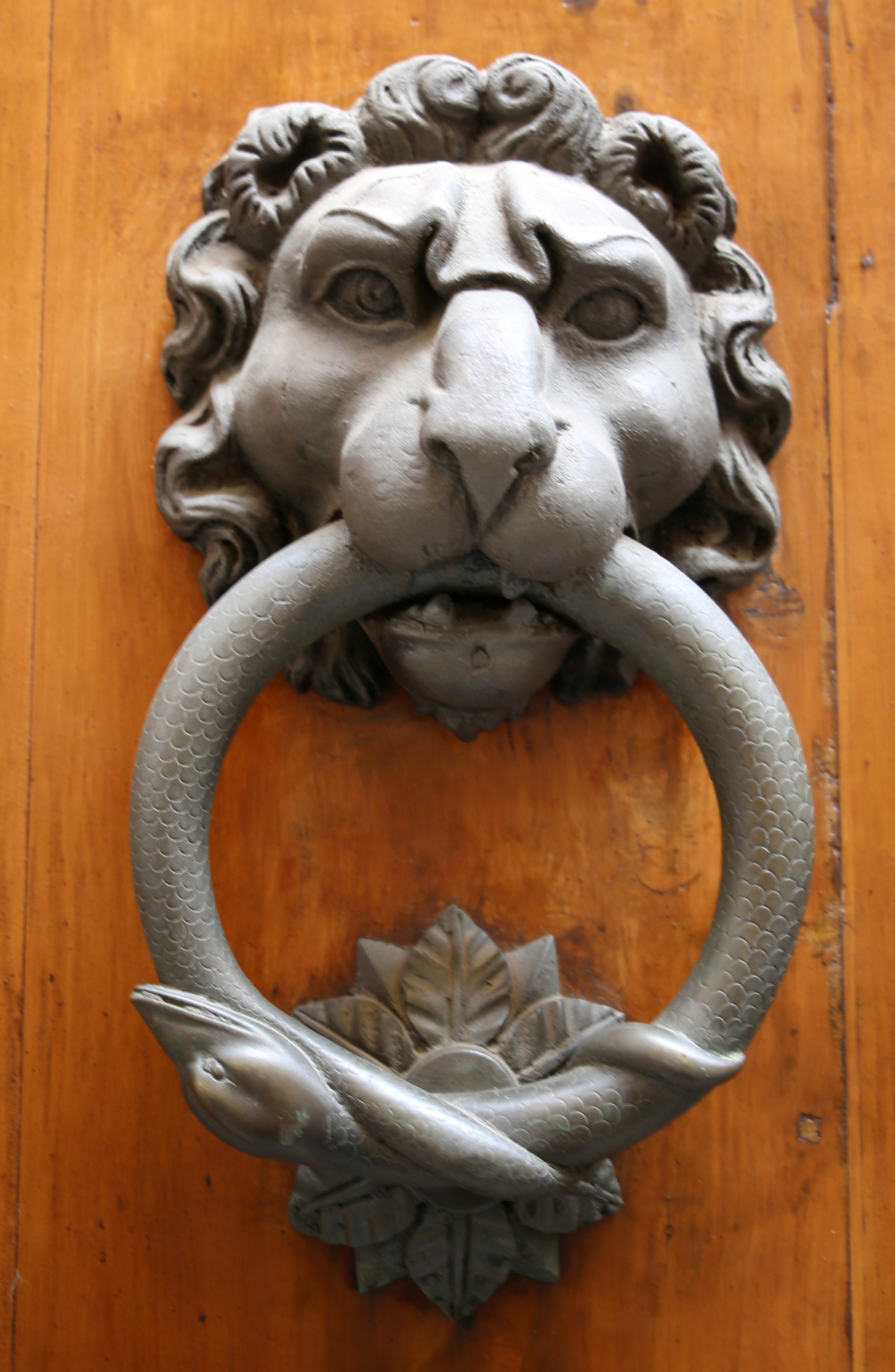
Maniglia

La torre dei Giraldi (o Casa Giraldi) è un edificio storico di Firenze, situato tra borgo Albizi 69r, 71r, 73r e 75r , angolo via dei Giraldi 10.

## Storia e descrizione
L'edificio sorge dove nel Medioevo erano varie proprietà della famiglia Giraldi e, in particolare, una torre posta in angolo. Segnalato nella letteratura come del XVI secolo, pur inglobando certamente preesistenze significative visto l'area dove si erge, attualmente si presenta come palazzo degli inizi dell'Ottocento, seppure notevole per estensione (sette assi per tre piani) e disegno, ispirato originalmente alla tradizione architettonica rinascimentale. 
D'altra parte lo stesso Decreto Ministeriale del 1966 che ha portato a sottoporre la facciata alla normativa di tutela, ne ha rilevato il valore proprio come "eccezionale documento storico" del XIX secolo, segnalandone "l'intrinseca bellezza determinata dalla proporzione dei vari piani e dal disegno di esecuzione dei particolari architettonici". Tale sensibilità nei confronti della cultura architettonica ottocentesca, decisamente inusitata per gli anni sessanta, è ovviamente da interpretare anche come volontà di salvaguardare il contesto nel quale l'edificio si colloca, facilmente alterabile nel suo complesso in assenza di vincoli. 
Da annotare, in prossimità della cantonata su via de' Giraldi, la presenza del grande tabernacolo con la Madonna in trono tra i santi Pietro e Benedetto, già creduta di Giotto (Firenze 1850), quindi ricondotta a Taddeo Gaddi (Allodoli-Jahn Rusconi), a Bicci di Lorenzo (Borsook), a Jacopo del Casentino (Guarnieri) e ora attribuita a Cenni di Francesco di ser Cenni, e da mettere in relazione con la vicinanza del monastero femminile benedettino di San Pier Maggiore.